# Дендрарій «Радів»
Дендра́рій «Ра́дів» — ботанічна пам'ятка природи місцевого значення в Україні. Розташована в межах Миколаївського району Львівської області, при східній околиці міста Миколаїв (колишній присілок Радів, тепер вул. Шевченка). 

## Опис
Площа 3,4 га. Статус надано згідно з рішенням Львівської облради від 9.10.1984 року № 495. Перебуває у віданні ДП «Стрийський лісгосп» (Роздільське лісництво, кв. 39, вид. 3). 
Статус надано з метою збереження насаджень 200 цінних порід дерев і чагарників (коркове дерево амурське, сосна Веймута тощо). 